# Phytoplasma pini
Phytoplasma pini è una specie di batterio appartenente alla famiglia delle Acholeplasmataceae.